# Салиева, Батыш
Батыш Салиевна Салиева (1 июля 1922, Талды-Суу, Туркестанская АССР — 6 августа 2015, Бишкек) — советская партийная и государственная деятельница. Депутат Верховного Совета СССР двух созывов.

## Биография
Родилась в 1922 году в селе Талды-Cуу в смешанной киргизско-русской семье. Член КПСС.
С 1941 года — на хозяйственной, общественной и политической работе. В 1941—1943 гг. — пионервожатая, затем секретарь Узгенского районного комитета ВКП(б) в Ошской области, с 1943 года — первый секретарь Талды-Сууйского райкома ВЛКСМ. С 1944 года — заведующая отделом по работе среди женщин Талды-Сууйского райкома КП, затем — в той же должности в Нарынском обкоме КП Киргизской ССР.
В 1952 году окончила Высшую партийную школу в Москве, в 1952—1953 годы работала инструктором отдела партийных органов ЦК КПСС в Москве.
В 1953—1966 и 1973—1985 годах — министр социального обеспечения Киргизской ССР. В 1966—1973 годах — глава Республиканского совета профессиональных союзов.
Избиралась депутатом Верховного Совета СССР 7-го и 8-го созывов, возглавляла комиссию по здравоохранению и социальному обеспечению Совета национальностей Верховного Совета СССР. Избиралась депутатом Верховного Совета Киргизской ССР 4-го, 5-го, 6-го, 9-го, 10-го созывов.
Скончалась 6 августа 2015 года. Похоронена в Бишкеке 8 августа.

### Семья
Мать — Анастасия Дмитриевна Калугина; отец — Саалы Арбото уулу.

## Награды
- два ордена Трудового Красного Знамени
- медали СССР
- почётные грамоты Верховного Совета Киргизской ССР, Верховного Совета СССР, ВЦСПС, Комитета советских женщин[2][1].